# سيد طارق حسين
سيد طارق حسين (بالإنجليزية: Sayed Tareq Hussain)‏ هو لواء في جيش بنغلاديش ويشغل حالياً منصب سفير بنغلاديش لدى الكويت. في وقت سابق، شغل منصب كبير في هيئة التوجيه (الجيش) في الكلية الوطنية للدفاع. وقبل ذلك كان قائداً لـمصانع السلاح البنغلاديشية.

## المسيرة المهنية
كان حسين مسؤولاً عن إدارة التفتيش والبحث والتطوير التقني في المقر العام لجيش بنغلاديش وكان برتبة عميد في عام 2020. وفي ديسمبر 2020، رُقّي إلى رتبة لواء وعُين قائداً عاماً للفرقة التاسعة عشرة للمشاة المتمركزة في مقر الشهيد صلاح الدين العسكري. وكان عضواً في اللجنة المركزية لمؤسسة «بروياش».
في 27 مارس 2021، استضاف حسين قدامى المحاربين الهنود في حرب تحرير بنغلاديش في مقر الشهيد صلاح الدين العسكري في غاتايل. وكان الرئيس الفخري لمدرسة غاتايل العسكرية الإنجليزية. وفي مايو 2024، عُين سفيراً لبنغلاديش لدى الكويت.